# Lycopodioides flagellifera
Lycopodioides flagellifera là một loài thực vật có mạch trong Họ Thạch tùng. Loài này được (W. Bull) Satou mô tả khoa học đầu tiên năm 1997.